# Новичка
Нови́чка — село Долинської громади Калуського району Івано-Франківської області України.
Село певний час перебувало у складі міста Долини. Фактично є північно-східним передмістям цього міста. Утворилося завдяки долинській соляній промисловості.

## Населення

### Мова
Розподіл населення за рідною мовою за даними перепису 2001 року:
| Мова       | Кількість | Відсоток |
| ---------- | --------- | -------- |
| українська | 1707      | 99.42%   |
| російська  | 6         | 0.34%    |
| білоруська | 2         | 0.12%    |
| польська   | 1         | 0.06%    |
| румунська  | 1         | 0.06%    |
| Усього     | 1717      | 100%     |

## Відомі люди

### Народилися
- Зорян Білінський — український військовик, рядовий батальйону «Івано-Франківськ». Загинув у бою під Іловайськом, нагороджений орденом «За мужність» III ступеня.
- Олег Головчак — український архітектор[2].
- Сергій Щавінський — український волейболіст[3], волейбольний тренер, гравець і капітан збірної України, майстер спорту України міжнародного класу.